# 托马什·特武琴斯基
托马什·特武琴斯基（波蘭語：Tomasz Tłuczyński，1979年4月19日—），波兰前男子手球运动员。他曾代表波兰国家队参加2008年夏季奥林匹克运动会男子手球比赛，获得第五名。